# Питти, Джон
Джон Фрэнсис Питти Эрнандес (англ. John Francis Pitti Hernández; род. 2 августа 1978) — футбольный арбитр из Панамы. Является арбитром ФИФА с 2012 года. Обслуживал матчи Кубка Америки 2016, Золотого кубка КОНКАКАФ 2017 и Чемпионата мира 2018. По основной профессии — учитель.